# Лаврухина, Прасковья Филипповна
Праско́вья Фили́пповна Лавру́хина (12 октября 1939, Тишкин, Каменский район, Ростовская область, СССР — 30 октября 1999, Раздорская, Усть-Донецкий район, Ростовская область, Россия) — советская работница сельского хозяйства, доярка, Герой Социалистического Труда (1973).

## Биография
Прасковья Лаврухина родилась 12 октября 1939 года на хуторе Тишкин (ныне — Каменский район Ростовской области).
После окончания семи классов школы в 1955 году работала дояркой в колхозе «Заветы Ильича» того же района, а в 1963 году перешла на работу в колхоз имени Ленина.
Многие годы Лаврухина являлась одной из лучших доярок во всём районе. В 1972 году она добилась рекордных надоев, получив от каждой из закреплённых за ней коров по 3610 килограммов молока.
Указом Президиума Верховного Совета СССР от 6 сентября 1973 года за «достигнутые успехи в развитии сельского хозяйства» Прасковья Лаврухина была удостоена высокого звания Героя Социалистического Труда с вручением ордена Ленина и медали «Серп и Молот».
В 1974 году доярка получила более чем по пять тысяч килограммов молока от каждой фуражной коровы своей группы. В 1975 году назначена заведующей молочно-товарной фермы №3. Под её руководством коллектив животноводческой фермы первым в районе перешагнул трехтысячный рубеж надоев молока на фуражную корову. Ежегодно на базе МТФ № 3 проводились областные слеты доярок-трехтысячниц.
С 1975 года Лаврухина заведовала молочно-товарной фермой № 3. В 1980 году она окончила сельскохозяйственный техникум.
В 1980 году окончила Кирсановский сельскохозяйственный техникум. На базе фермы колхоза имени Ленина была создана Школа Героя Социалистического Труда П.Ф.Лаврухиной для изучения и пропаганды достижений науки и педового опыта по высокоэффективному ведению молочного производства, получению высоких надоев молока и внедрению новых форм организации труда на молочно-товарной ферме.
Избиралась депутатом различных выборных органов. Была членом КПСС и делегатом XXVI съезда КПСС.
Проживала в станице Раздорская Усть-Донецкого района Ростовской области. Скончалась 30 октября 1999 года.

## Награды
- Была также награждена орденом Трудового Красного Знамени и рядом медалей, среди которых две серебряные (1970 и 1974) и одна бронзовая (1973) медали ВДНХ СССР.